# Pseudominettia platypeza
Pseudominettia platypeza är en tvåvingeart som beskrevs av Papp och Silva 1995. Pseudominettia platypeza ingår i släktet Pseudominettia och familjen lövflugor. Inga underarter finns listade i Catalogue of Life.